# Anastasia Davidova
Anastasia Davidova –en ruso, Анастасия Давыдова– (Moscú, 2 de febrero de 1983) es una deportista rusa que compitió en natación sincronizada.
Participó en tres Juegos Olímpicos de Verano entre los años 2004 y 2012, obteniendo cinco medallas de oro: dos en Atenas 2004, dos en Pekín 2008 y una en Londres 2012. Ganó catorce medallas en el Campeonato Mundial de Natación entre los años 2001 y 2011, y siete medallas en el Campeonato Europeo de Natación entre los años 2002 y 2006.

## Palmarés internacional
| Juegos Olímpicos   | Juegos Olímpicos      | Juegos Olímpicos | Juegos Olímpicos  |
| Año                | Lugar                 | Medalla          | Prueba            |
| ------------------ | --------------------- | ---------------- | ----------------- |
| 2004               | Atenas (Grecia)       | Medalla de oro   | Dúo               |
| 2004               | Atenas (Grecia)       | Medalla de oro   | Equipo            |
| 2008               | Pekín (China)         | Medalla de oro   | Dúo               |
| 2008               | Pekín (China)         | Medalla de oro   | Equipo            |
| 2012               | Londres (Reino Unido) | Medalla de oro   | Equipo            |
| Campeonato Mundial |                       |                  |                   |
| Año                | Lugar                 | Medalla          | Prueba            |
| 2001               | Fukuoka (Japón)       | Medalla de oro   | Equipo            |
| 2001               | Fukuoka (Japón)       | Medalla de plata | Dúo               |
| 2003               | Barcelona (España)    | Medalla de oro   | Dúo               |
| 2003               | Barcelona (España)    | Medalla de oro   | Equipo            |
| 2005               | Montreal (Canadá)     | Medalla de oro   | Dúo               |
| 2005               | Montreal (Canadá)     | Medalla de oro   | Combinación libre |
| 2007               | Melbourne (Australia) | Medalla de oro   | Dúo técnico       |
| 2007               | Melbourne (Australia) | Medalla de oro   | Dúo libre         |
| 2007               | Melbourne (Australia) | Medalla de oro   | Combinación libre |
| 2009               | Roma (Italia)         | Medalla de oro   | Dúo técnico       |
| 2009               | Roma (Italia)         | Medalla de oro   | Equipo libre      |
| 2011               | Shanghái (China)      | Medalla de oro   | Equipo técnico    |
| 2011               | Shanghái (China)      | Medalla de oro   | Equipo libre      |
| 2011               | Shanghái (China)      | Medalla de oro   | Combinación libre |
| Campeonato Europeo |                       |                  |                   |
| Año                | Lugar                 | Medalla          | Prueba            |
| 2002               | Berlín (Alemania)     | Medalla de oro   | Dúo               |
| 2002               | Berlín (Alemania)     | Medalla de oro   | Equipo            |
| 2002               | Berlín (Alemania)     | Medalla de plata | Solo              |
| 2004               | Madrid (España)       | Medalla de oro   | Dúo               |
| 2004               | Madrid (España)       | Medalla de oro   | Equipo            |
| 2006               | Budapest (Hungría)    | Medalla de oro   | Dúo               |
| 2006               | Budapest (Hungría)    | Medalla de oro   | Combinación libre |